# Jonathan Littell
Jonathan Littell (født 10. oktober 1967 i New York) er en fransk-amerikansk forfatter, der i 2006 fik Goncourtprisen for romanen Les Bienveillantes (De velvillige).